# اکریجیت
اکریجیت یک منطقهٔ مسکونی در موریتانی است که در Tagant Region واقع شده‌است.